# 대한민국 상법 제344조의2
대한민국 상법 제344조의2는 이익배당, 잔여재산분배에 관한 종류주식에 대한 상법 회사법의 조문이다.

## 조문
상법 제344조의2 (이익배당, 잔여재산분배에 관한 종류주식)  ① 회사가 이익의 배당에 관하여 내용이 다른 종류주식을 발행하는 경우에는 정관에 그 종류주식의 주주에게 교부하는 배당재산의 종류, 배당재산의 가액의 결정방법, 이익을 배당하는 조건 등 이익배당에 관한 내용을 정하여야 한다.
② 회사가 잔여재산의 분배에 관하여 내용이 다른 종류주식을 발행하는 경우에는 정관에 잔여재산의 종류, 잔여재산의 가액의 결정방법, 그 밖에 잔여재산분배에 관한 내용을 정하여야 한다.